# Missinguiléo
Missinguiléo (ou Massinguélé, Messingiléo, Missingueleo) est une localité du Cameroun située dans l'arrondissement de Ndoukoula, le département du Diamaré et la région de l’Extrême-Nord. Elle fait partie du canton de Ndoukoula.

## Population
En 1975, la localité comptait 151 habitants, dont 85 Peuls et 66 Guiziga.
Lors du recensement de 2005, on y a dénombré 250 personnes.